# DeKalb County (Indiana)
DeKalb County ist ein County im Bundesstaat Indiana der Vereinigten Staaten. Der Verwaltungssitz (County Seat) ist Auburn.

## Geographie
Das County liegt fast im äußersten Nordosten von Indiana, grenzt im Osten an Ohio, ist im Norden etwa 40 km von Michigan entfernt und hat eine Fläche von 942 Quadratkilometern, wovon drei Quadratkilometer Wasserfläche sind. Es grenzt im Uhrzeigersinn an folgende Countys: Steuben County, Williams County und Defiance County in Ohio, Allen County, Noble County und LaGrange County in Indiana.

## Geschichte

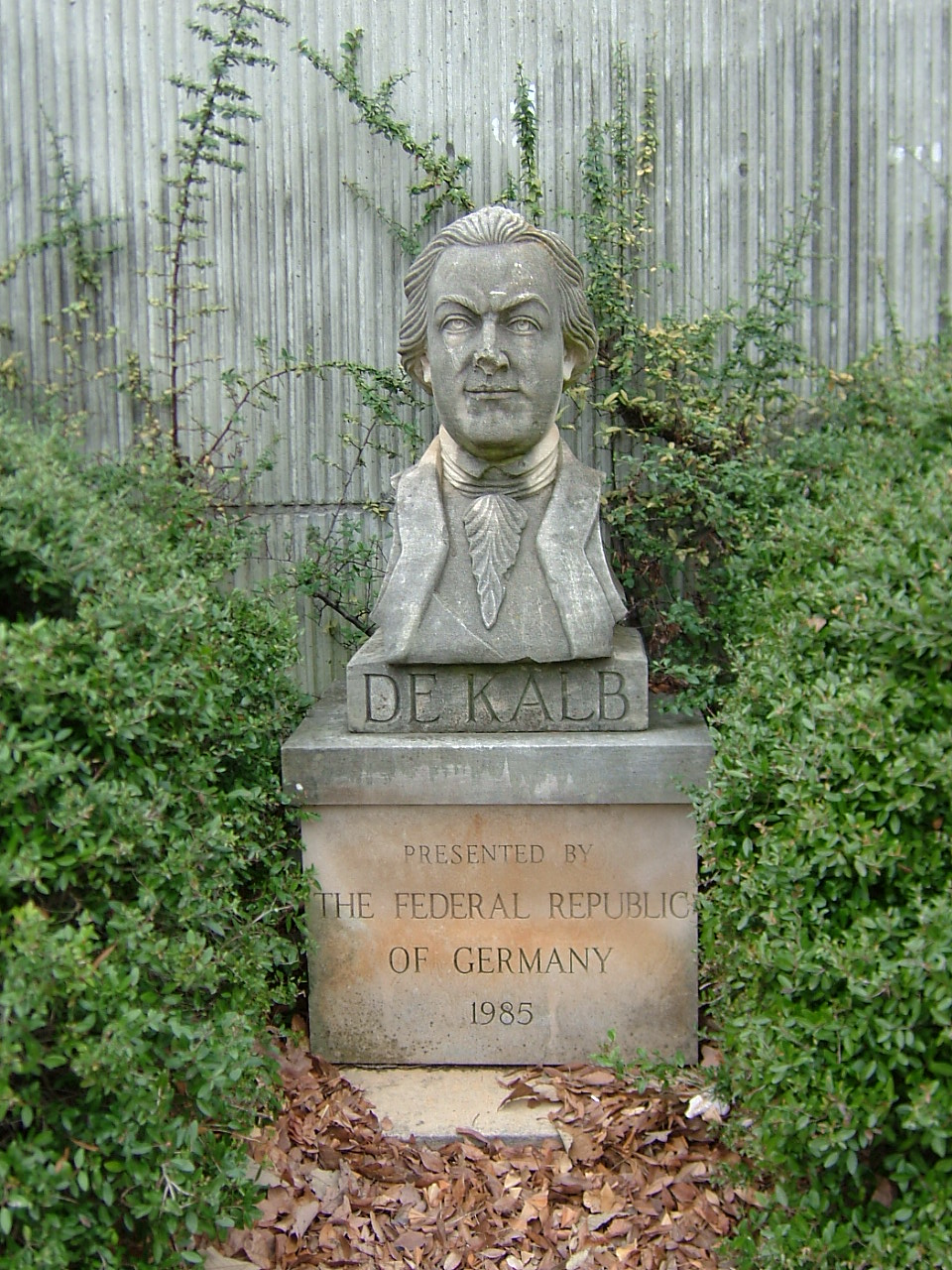
Büste in Decatur

DeKalb County wurde am 7. Februar 1835 aus Teilen des Allen County und des LaGrange County gebildet. Benannt wurde es nach Johann von Kalb (französ. Namensform de Kalb), einem deutsch-amerikanischen General während der Amerikanischen Revolution, der bei der Schlacht von Camden in South Carolina tödlich verwundet wurde.
Am 1. Mai 1837 wurde der Sitz der Countyverwaltung im Privathaus von W. Park angesiedelt. 1849 gab es im County 50 Holzhäuser und 300 Einwohner und das erste Bezirksgerichtsgebäude wurde erstellt. Am 8. Februar 1913 brannte es nieder und die meisten County-Unterlagen wurden vernichtet.
Im DeKalb County liegt eine National Historic Landmark, das Auburn Cord Duesenberg Automobile Museum.

## Demografische Daten

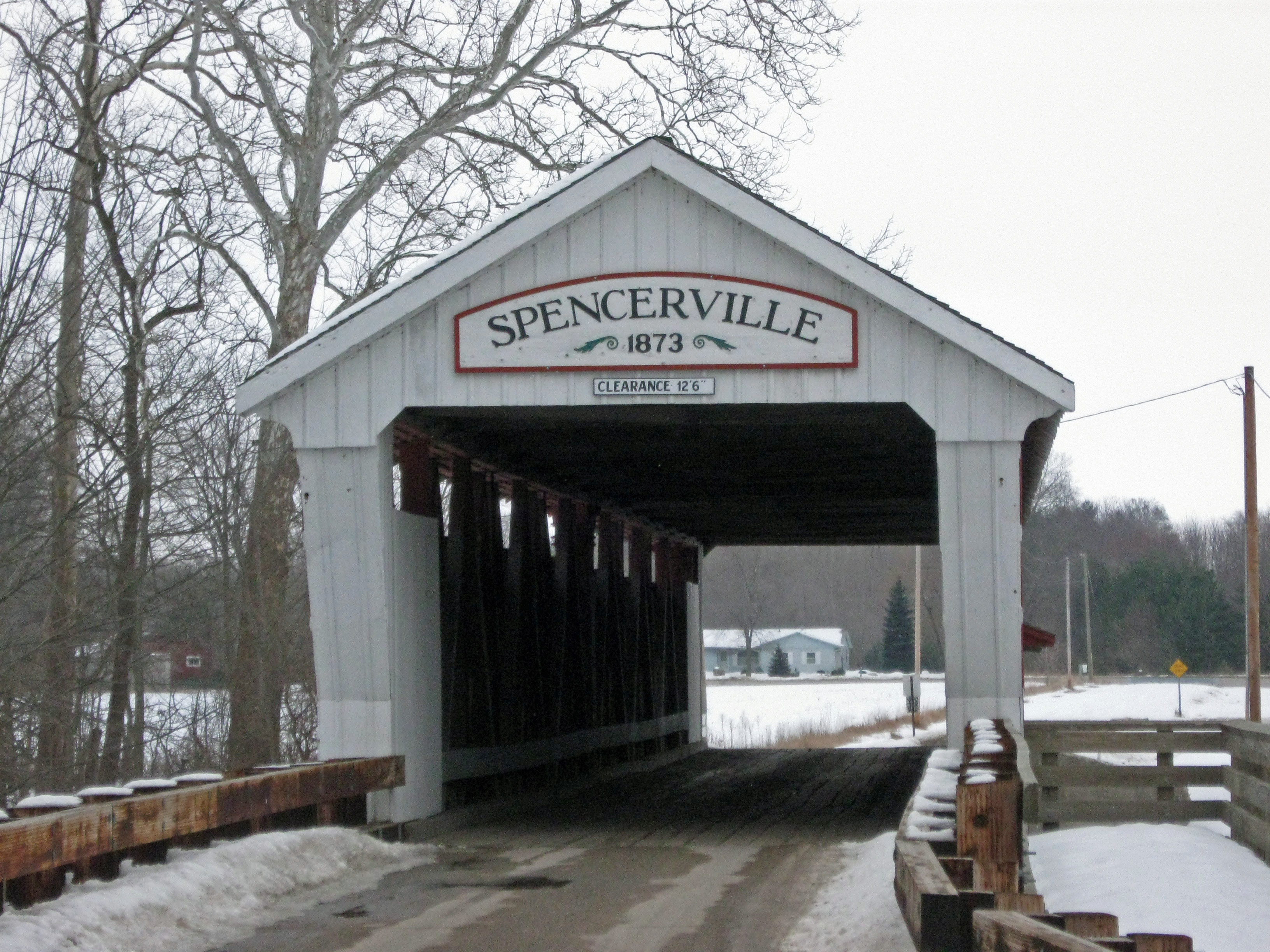
Spencerville Cover Bridge

Nach der Volkszählung im Jahr 2000 lebten im DeKalb County 40.285 Menschen in 15.134 Haushalten und 10.911 Familien. Die Bevölkerungsdichte betrug 43 Einwohner pro Quadratkilometer. Ethnisch betrachtet setzte sich die Bevölkerung zusammen aus 97,76 Prozent Weißen, 0,25 Prozent Afroamerikanern, 0,22 Prozent amerikanischen Ureinwohnern, 0,33 Prozent Asiaten, 0,05 Prozent Bewohnern aus dem pazifischen Inselraum und 0,67 Prozent aus anderen ethnischen Gruppen; 0,73 Prozent stammten von zwei oder mehr Ethnien ab. 1,68 Prozent der Bevölkerung waren spanischer oder lateinamerikanischer Abstammung.
Von den 15.134 Haushalten hatten 36,3 Prozent Kinder unter 18 Jahre, die mit ihnen im Haushalt lebten. 59,3 Prozent waren verheiratete, zusammenlebende Paare, 8,8 Prozent waren allein erziehende Mütter und 27,9 Prozent waren keine Familien. 23,4 Prozent waren Singlehaushalte und in 9,3 Prozent lebten Menschen mit 65 Jahren oder darüber. Die Durchschnittshaushaltsgröße betrug 2,63 und die durchschnittliche Familiengröße lag bei 3,11 Personen.
28,0 Prozent der Bevölkerung waren unter 18 Jahre alt, 8,6 Prozent zwischen 18 und 24, 30,3 Prozent zwischen 25 und 44 Jahre. 21,7 Prozent zwischen 45 und 64 und 11,4 Prozent waren 65 Jahre alt oder älter. Das Durchschnittsalter betrug 35 Jahre. Auf 100 weibliche Personen kamen 99,2 männliche Personen. Auf 100 Frauen im Alter von 18 Jahren und darüber kamen 96,4 Männer.
Das jährliche Durchschnittseinkommen eines Haushalts betrug 44.909 USD, das Durchschnittseinkommen der Familien 51.676 USD. Männer hatten ein Durchschnittseinkommen von 37.322 USD, Frauen 24.120 USD. Das Prokopfeinkommen betrug 19.448 USD. 3,7 Prozent der Familien und 5,9 Prozent der Bevölkerung lebten unterhalb der Armutsgrenze.

## Orte im County
- Altona
- Artic
- Ashley
- Auburn
- Auburn Junction
- Butler
- Butler Center
- Cedar
- Concord
- Corunna
- Fairfield Center
- Garrett
- Hamilton
- Hopewell
- Moore
- New Era
- Newville
- Orangeville
- Saint Joe
- Saint Johns
- Sedan
- Spencerville
- Stafford Center
- Summit
- Taylor Corner
- Waterloo

Townships
- Butler Township
- Concord Township
- Fairfield Township
- Franklin Township
- Grant Township
- Jackson Township
- Keyser Township
- Newville Township
- Richland Township
- Smithfield Township
- Spencer Township
- Stafford Township
- Troy Township
- Union Township
- Wilmington Township